# Joe Theismann
Joseph Robert Theismann (Nuevo Brunswick, Nueva Jersey, Estados Unidos; 9 de septiembre de 1949), más conocido como Joe Theismann, es un exjugador profesional y comentarista de fútbol americano estadounidense. Jugaba en la posición de quarterback y desarrolló su carrera en los Toronto Argonauts de la Canadian Football League (CFL) y en los Washington Redskins de la National Football League (NFL). 
Jugó a nivel universitario en Notre Dame antes de ser escogido por los Miami Dolphins en la cuarta ronda del Draft de la NFL de 1971. Tras no llegar a un acuerdo con los Dolphins, Theismann optó por firmar por los Argonauts. Después de tres años jugando en Canadá, fichó por los Redskins, donde fue dos veces Pro Bowl y ayudó al equipo a tener apariciones consecutivas en el Super Bowl, ganando la edición XVII y perdiendo la XVIII. Se vio obligado a retirarse del fútbol americano en 1985 después de sufrir una gravísima lesión.
Theismann trabajó como analista en transmisiones de fútbol profesional de ESPN durante casi 20 años. Principalmente se asoció con Mike Patrick, para el paquete Sunday Night Football de la cadena y para una temporada de Monday Night Football con Mike Tirico y Tony Kornheiser. Theismann también trabajó como analista de color en el paquete Thursday Night Football de NFL Network con la voz de play-by-play Bob Papa y Matt Millen. Theismann también es coanfitrión del showbook semanal de la red.
Desde 2011, ha trabajado en el equipo de transmisión de pretemporada Redskins. Además, él trabaja en la red de NFL en una variedad de programas, principalmente como analista.
Theismann es el propietario de Theismann's Restaurant and Bar en Alexandria, Virginia, fundado en 1975. También se desempeña como orador para eventos corporativos, hablando sobre temas como liderazgo y automotivación, y gana $ 20,000- $ 30,000 por compromiso.

## Biografía
Joe Thiesmann nació en Nuevo Bruswick, Nueva Jersey. Su padre, Joseph John, era austríaco y su madre, Olga Tóbiás, era húngara. Se crio en South River y en el instituto jugó a fútbol americano, béisbol y baloncesto.